# Ford Five Hundred
Ford Five Hundred (укр. Форд Файв Хандрід) (кодове ім'я D258) — повнорозмірний седан, що виготовлявся компанією Ford Motor Company в Північній Америці з 2004 по 2007 рік. Автомобіль отримав свою назву на честь класичних моделей Fairlane 500 і Galaxie 500 1950-х і 1970-х років. Модель збудовано на передньоприводній платформі Ford D3.

## Опис

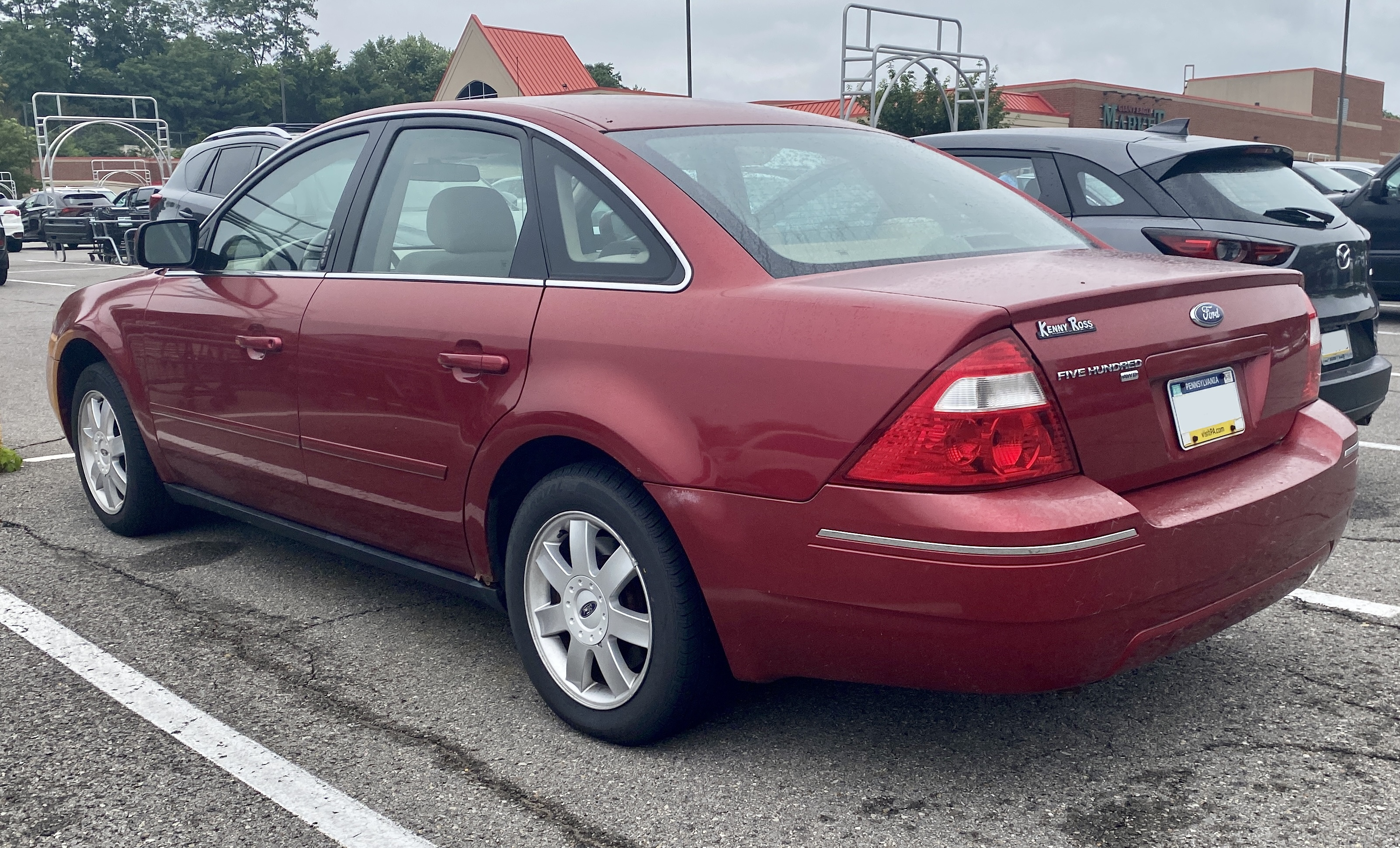

Five Hundred був представлений в 2004 році в Детройті на Північноамериканському міжнародному автошоу (North American International Auto Show). Випуск автомобілі розпочався 12 липня 2004 року в Чикаго, де виготовлялися переважно Taurus четвертого покоління, і став доступний для масового покупця в вересні цього ж року. Так як в класі середніх авто на зміну Taurus прийшов Ford Fusion (представлений в 2005 році), Five Hundred теж в деякому роді став наступником Тауруса, оскільки замінив його випуск на складальній лінії в Чикаго.

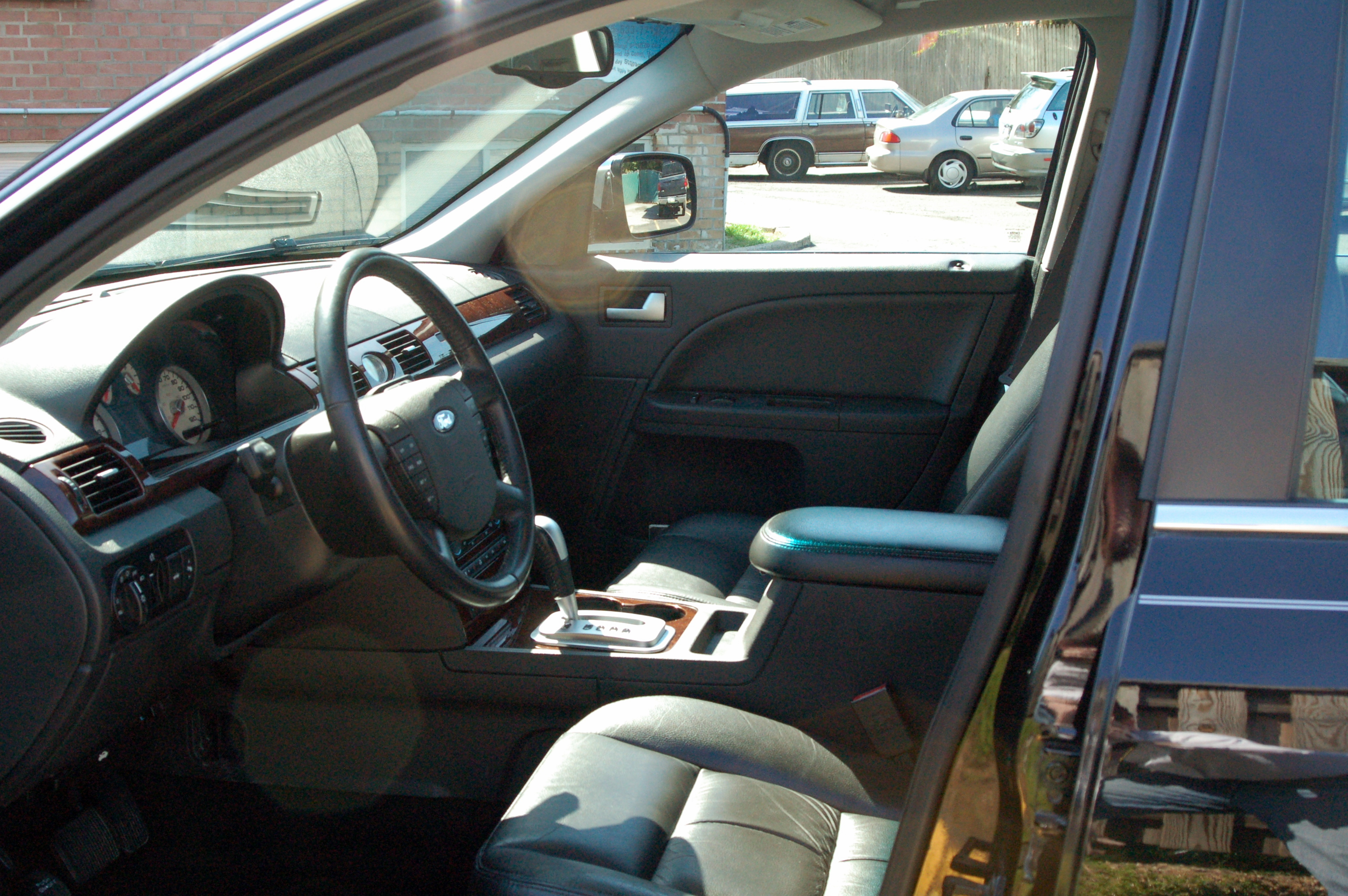

Виробництво Five Hundred, поряд з Ford Freestyle і Mercury Montego, було припинено в червні 2007 року. Після Північноамериканського автошоу в 2007 році, Five Hundred був перейменований в Ford Taurus п'ятого покоління (2008), назва якого було повернуто в модельний ряд після річного забуття. Попередній Таурус, котрий використовував інше шасі і був в категорії автомобілів середнього класу, був доступний у вільному продажі Канади до 2007 року, без істотних змін з 2006-го модельного року.
Оновлений Ford Five Hundred почав продаватися на Середньому Сході починаючи з 2008 року. Проте, Форд не продавав Ford Taurus п'ятого покоління в Мексиці, залишивши ринок для повнорозмірних седанів Chrysler 300/Dodge Charger.

## Двигун
- 3.0 L Duratec 30 V6 206 к.с.

## Продажі
| Рік  | США     |
| ---- | ------- |
| 2004 | 14,106  |
| 2005 | 107,932 |
| 2006 | 84,218  |
| 2007 | 35,146  |